# Якамара
Якамара (Galbula) — рід дятлоподібних птахів родини якамарових (Galbulidae). Це невеликі і середні лісові птахи Америки, з довгими дзьобами, подовженими хвостами та маленькими ногами. Забарвлення, як правило, зелене, деякі мають червоне або коричневе черево. Самці і самки схожі на вигляд, але у більшості видів відрізняються незначними деталями оперення. Вони гніздяться у норах вони викопують самі у глиняних урвищах вздовж річок і доріг, або термітниках. Живляться комахами, ловлячи їх на льоту.

## Класифікація
Рід містить 10 видів:
- Galbula albirostris — якамара жовтодзьоба
- Galbula chalcothorax — якамара пурпурова
- Galbula cyanescens — якамара синьолоба
- Galbula cyanicollis — якамара синьоголова
- Galbula dea — якамара турмалінова
- Galbula galbula — якамара зелена
- Galbula leucogastra — якамара білочерева
- Galbula pastazae — якамара вогнистогруда
- Galbula ruficauda — якамара рудохвоста
- Galbula tombacea — якамара еквадорська